# 尚布龙库尔
尚布龙库尔（法語：Chambroncourt，法語發音：[ʃɑ̃bʁɔ̃kuʁ]）是法国上马恩省的一个市镇，属于肖蒙区。

## 地理
尚布龙库尔（48°21'11"N, 5°24'16"E）面积10.18 平方千米，位于法国大東部大區上马恩省，该省份为法国东北部内陆省份，北起马恩省和默兹省，西接奥布省，西南接科多尔省，东南接上索恩省，东临孚日省。
与尚布龙库尔接壤的市镇（或旧市镇、城区）包括：勒尔维尔、莫里永维利耶、奥尔克沃、特朗波、阿扬维尔、埃皮宗。

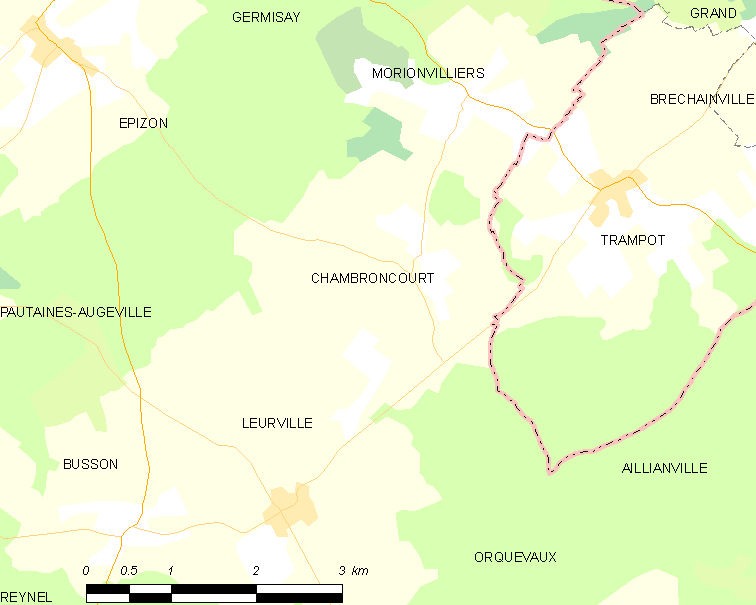
尚布龙库尔的OSM定位图

尚布龙库尔的时区为UTC+01:00、UTC+02:00（夏令时）。

## 行政
尚布龙库尔的邮政编码为52700，INSEE市镇编码为52097。

## 政治
尚布龙库尔所属的省级选区为普瓦松县。

## 人口

1962-2008年间尚布龙库尔人口变化图示

尚布龙库尔于2022年1月1日时的人口数量为48人。